# 洛伦·阿方索
洛伦·贝尔托·阿方索·多明格斯（西班牙語：Loren Berto Alfonso Domínguez，1995年2月23日—）生于古巴，是一名代表阿塞拜疆参赛的男子拳击运动员。他最初进入古巴国家队，然而由于他在国内的排名一直都并非处于领先，他一直都没有机会参加国际大赛，他便决定归化至阿塞拜疆，以寻求更多参加国际比赛的机会。2019年6月，他在欧洲运动会上获得男子轻重量级金牌，这是他代表阿塞拜疆获得的首枚国际大赛奖牌。2021年，他在第32届東京夏季奥运摘得男子轻重量级铜牌。2024年代表亞塞拜然參與巴黎奧運，成為該屆男子拳擊重量級（92公斤級）銀牌得主。